# Iglesia de las Madres Agustinas (San Mateo)

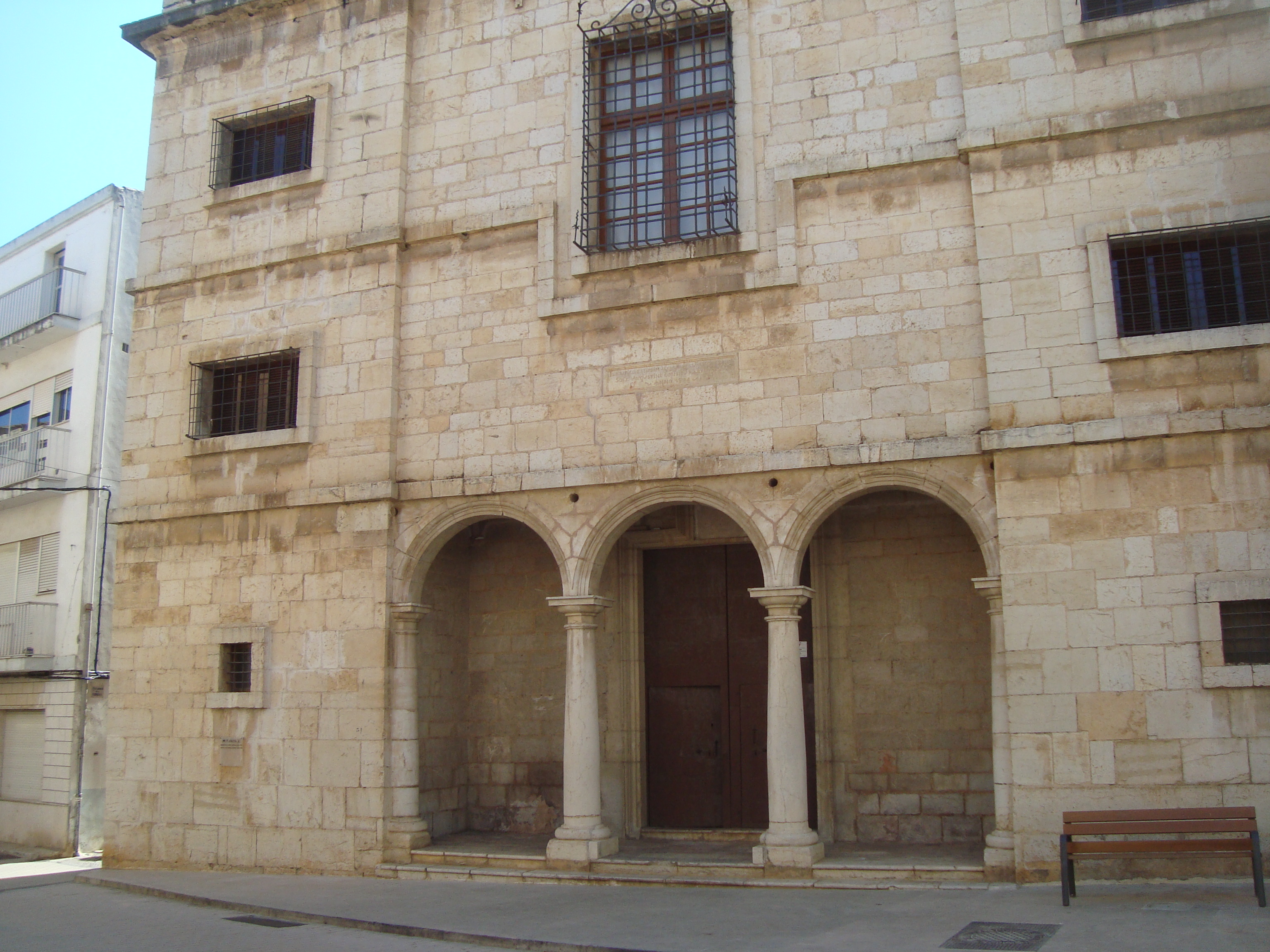
Iglesia dlel convento de las Madres Agustinas de Sant Mateu

La iglesia pertenece al convento de las Madres Agustinas de San Mateo (provincia de Castellón, España) con el que es limítrofe. Este convento fue formado en 1590 con monjas venidas del monasterio de Agustinas de Mirambel. 

## Descripción
El edificio conventual se construyó en terrenos cedidos por la Villa que estaban ocupados por el hospital que tuvo que ser trasladado. La parte trasera del convento abarca en sus muros una de las antiguas torres de las murallas, llamada la torre de las Agustinas que flanqueaba el portal de la Vedella. La congregación ha estado ininterrumpidamente desde la fecha de fundación en el convento, excepto el breve período de la guerra civil en que el convento fue expropiado por la C.N.T. La iglesia empezó a ser construida en 1701 y fue terminada en 1704.
La iglesia es de planta de cruz latina, con capillas laterales y deambulatorios. Cubierta con bóveda de medio punto con lunetos y cépula sobre el crucero. Interesante dentro de la funcionalidad de un convento de clausura son el coro y el matroneo protegidos por celosías de madera.
Las torres iban cubiertas por cuatro aguas a teja.